# Brixia
Brixia är ett släkte av insekter. Brixia ingår i familjen kilstritar.

## Bildgalleri

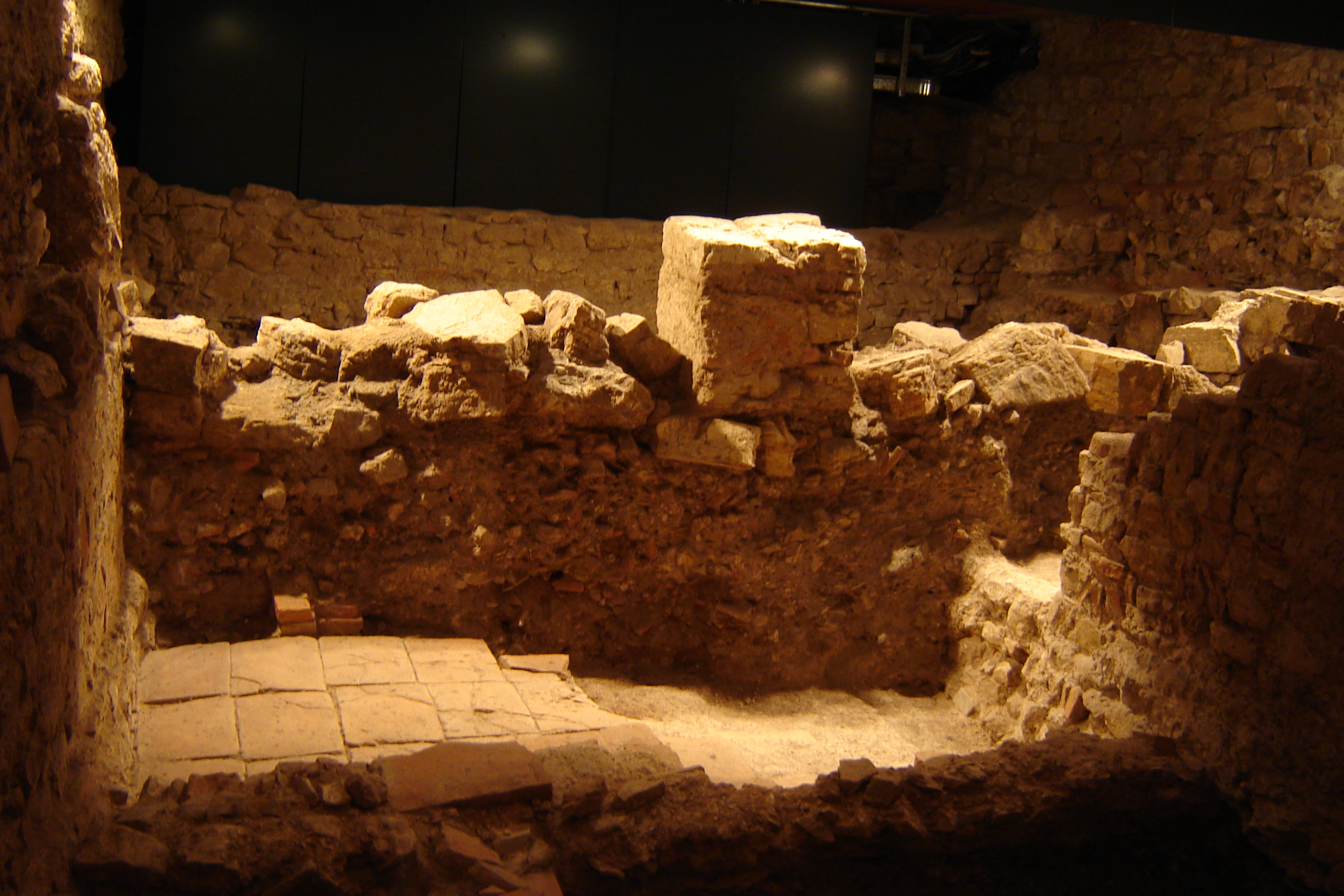
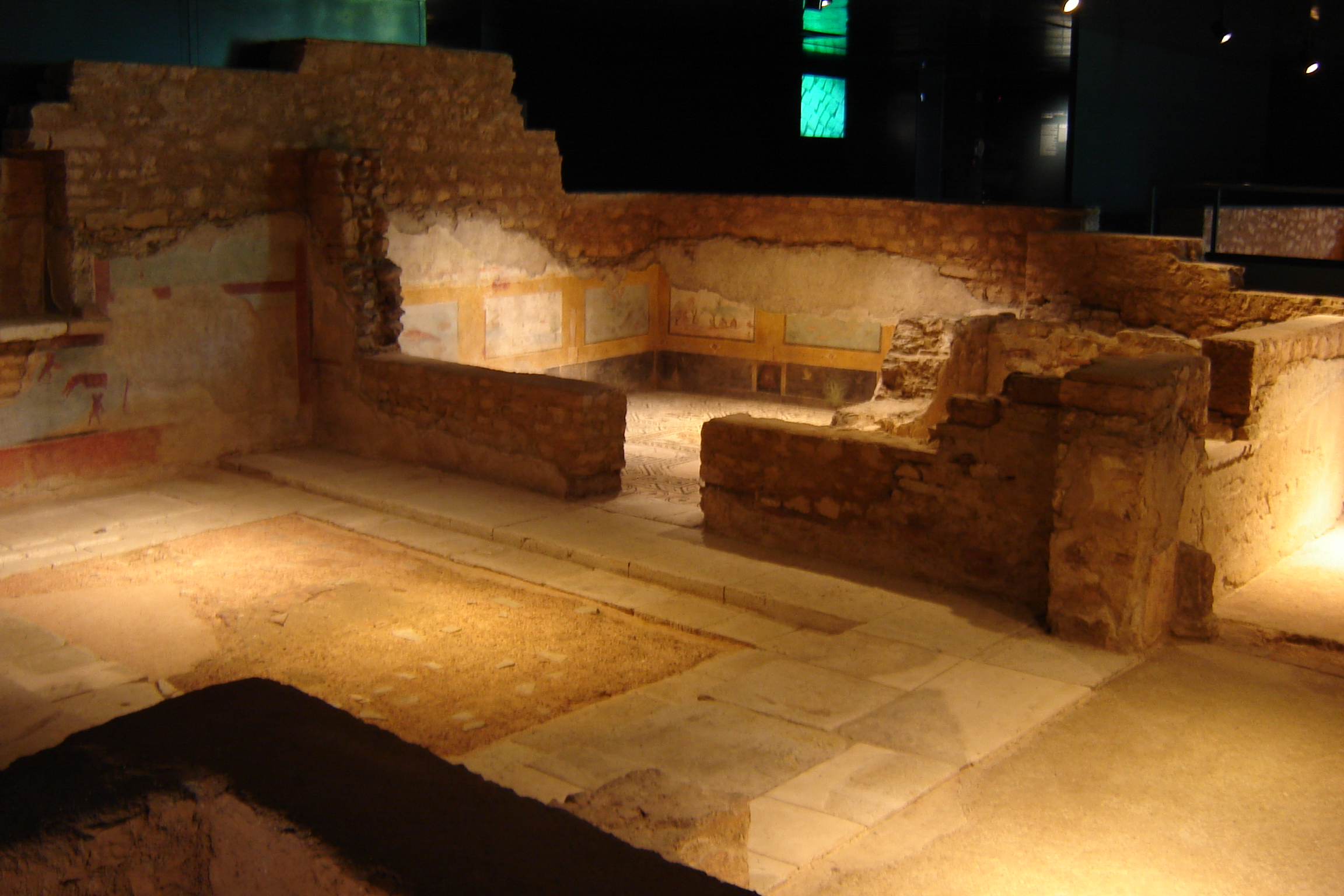
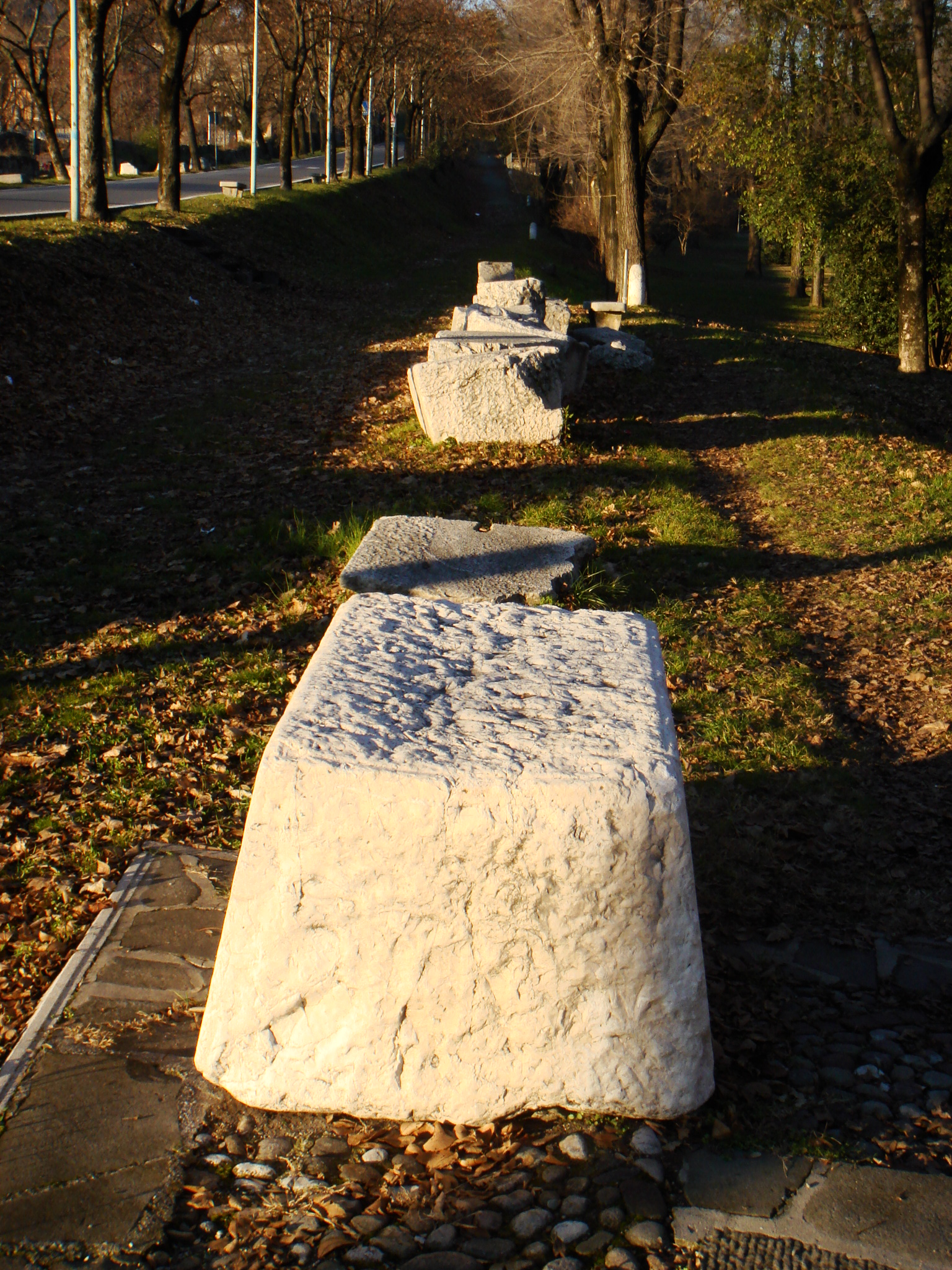
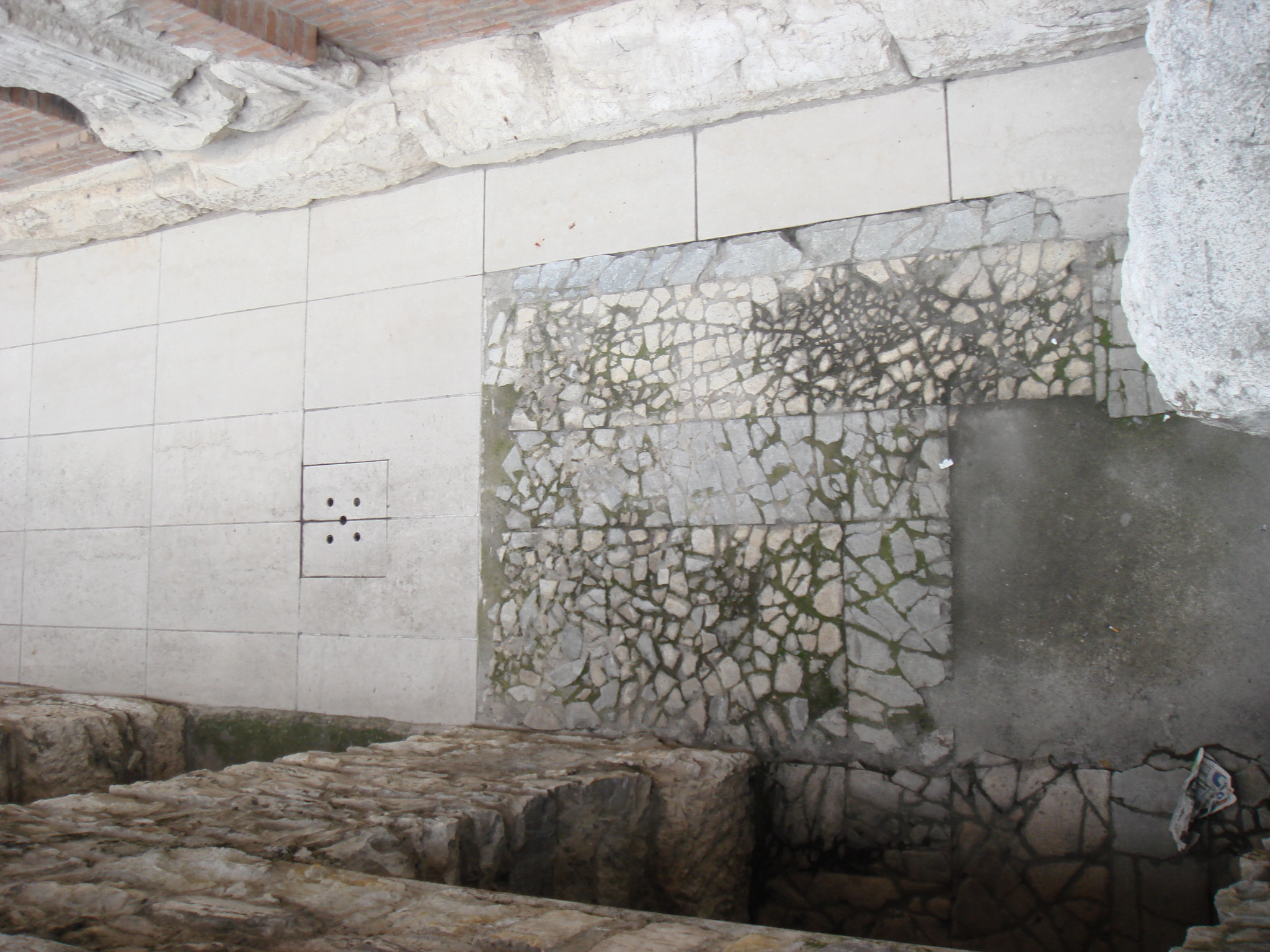
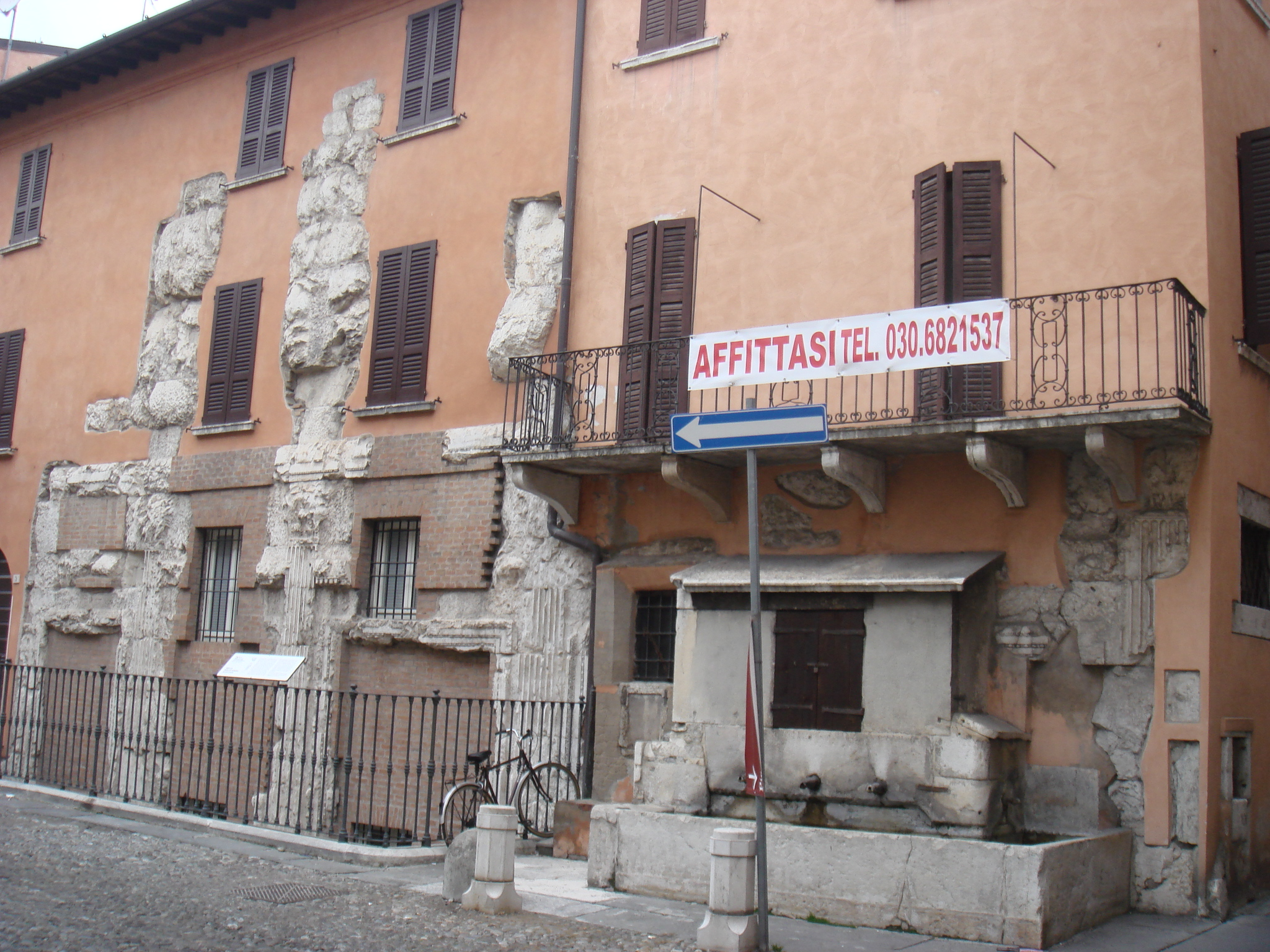
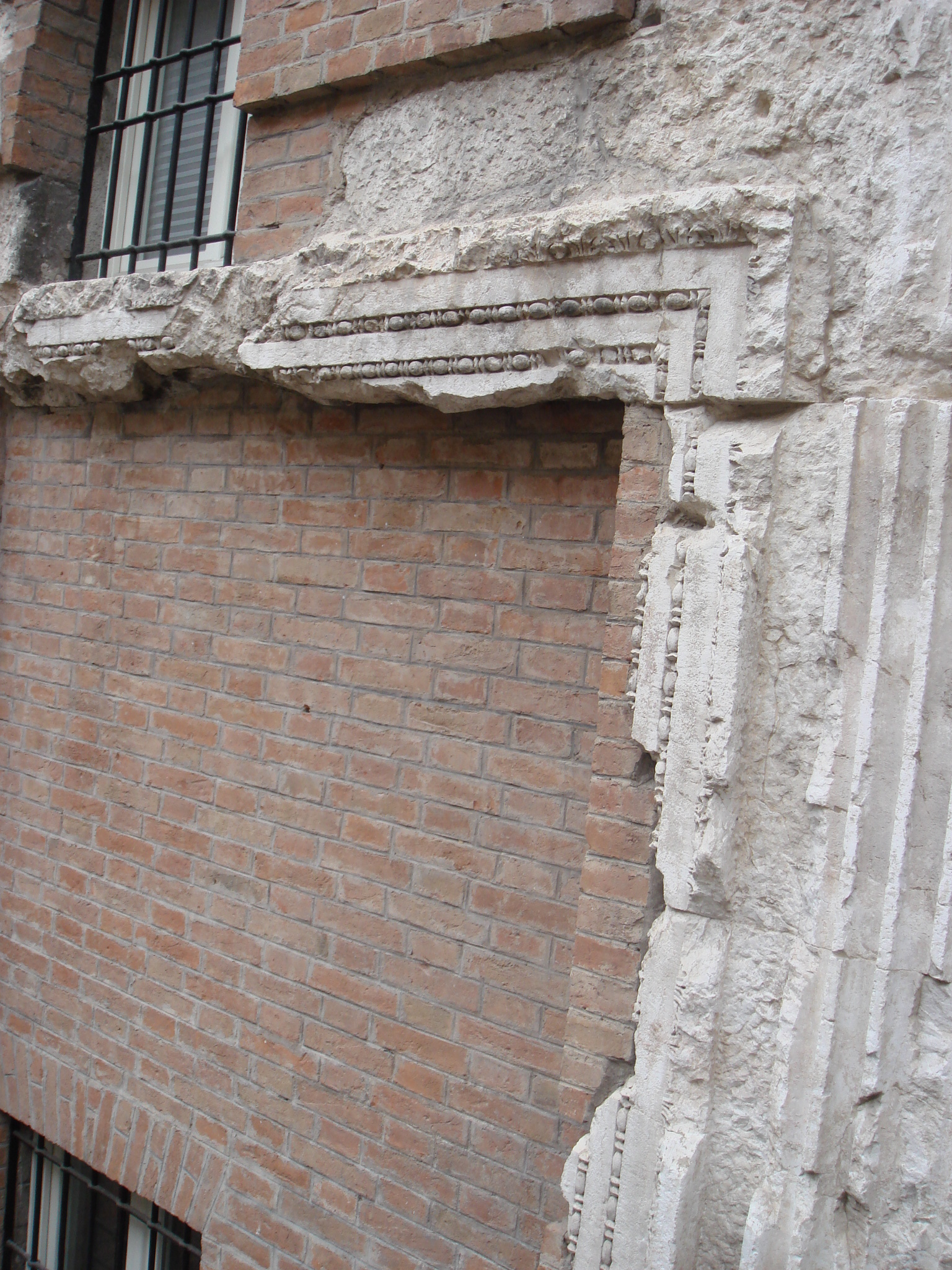

## Dottertaxa tillBrixia, i alfabetisk ordning[1]
- Brixia afrotropicalis
- Brixia albomaculata
- Brixia albotincta
- Brixia andranotobakensis
- Brixia andriae
- Brixia anosibeana
- Brixia antsalovensis
- Brixia antsingensis
- Brixia apicemaculata
- Brixia atratula
- Brixia aureotincta
- Brixia belanitrensis
- Brixia bella
- Brixia belouvensis
- Brixia bemanavyensis
- Brixia bimaculata
- Brixia bipunctata
- Brixia bohemani
- Brixia broussei
- Brixia buruana
- Brixia calabarensis
- Brixia chicapensis
- Brixia congrua
- Brixia coronata
- Brixia costalis
- Brixia decepta
- Brixia dedegwana
- Brixia denticulata
- Brixia discolor
- Brixia divisa
- Brixia dundoensis
- Brixia electra
- Brixia fasciata
- Brixia flavida
- Brixia flavomaculata
- Brixia formosana
- Brixia fumata
- Brixia fuscata
- Brixia fuscomarginata
- Brixia griveaudi
- Brixia harimaensis
- Brixia hildebrandti
- Brixia hyalinipennis
- Brixia inornata
- Brixia insignis
- Brixia insularis
- Brixia ivelonensis
- Brixia kalalavensis
- Brixia krameri
- Brixia lalouettei
- Brixia lamelliceps
- Brixia lineata
- Brixia longispinosa
- Brixia lunulata
- Brixia macabeensis
- Brixia maculata
- Brixia mahensis
- Brixia mameti
- Brixia marojelyensis
- Brixia mauritiensis
- Brixia mauritii
- Brixia meeli
- Brixia membranifera
- Brixia minor
- Brixia modesta
- Brixia montana
- Brixia moramangensis
- Brixia nanula
- Brixia natalicola
- Brixia neglecta
- Brixia nigeriana
- Brixia nigrifrons
- Brixia nigripennis
- Brixia nosybeana
- Brixia ocellata
- Brixia opulenta
- Brixia pallens
- Brixia parvula
- Brixia pauliani
- Brixia perate
- Brixia perruchensis
- Brixia personata
- Brixia pilosa
- Brixia propinqua
- Brixia pulchra
- Brixia pulla
- Brixia pullomaculata
- Brixia pullomaculation
- Brixia ranomafanensis
- Brixia robinsoni
- Brixia rodriguezi
- Brixia rosae
- Brixia saegeri
- Brixia sambavensis
- Brixia sanctaemariae
- Brixia sandrangatensis
- Brixia semistriata
- Brixia speciosa
- Brixia stannusi
- Brixia stellata
- Brixia striatipes
- Brixia strigosa
- Brixia sublucida
- Brixia subpunctata
- Brixia sundara
- Brixia sylvicola
- Brixia terminalis
- Brixia tincta
- Brixia tortriciformis
- Brixia tricolor
- Brixia trifasciata
- Brixia unipunctata
- Brixia unistriata
- Brixia uvidensis
- Brixia wagneri
- Brixia variolata
- Brixia vaughani
- Brixia venulosa
- Brixia venusta
- Brixia williamsi
- Brixia virgulata
- Brixia viridis